# ラテンアメリカのチャイナタウン
ラテンアメリカの中華街（英: Chinatowns in Latin America、西: barrios chinosまたはbarrio chino）は、19世紀の農業、漁業の契約労働移民により興った。過半数は広東省出身。1970年代、香港、マカオ、台湾移民が始まり、今日ラテンアメリカの中華街は移民子孫、混血、東アジア移民などを含み、広東人、客家人が多い。
アングロアメリカ、ヨーロッパの中華街と異なり、純血の中華民族移民は少ない。中国移民は中国語（北京語、広東語など）とスペイン語などの各国公用語を話す。幾つかの中華街は観光用に成立していて、実際のコミュニティーとしての機能は果たしていないところもある。
ブエノスアイレスの Belgrano 地区の中華街が第1世代の台湾移民、北京語話者の移民を含む一方、ハバナ、キューバの中国移民を何世代にも渡っている。

## アルゼンチン共和国
ブエノスアイレスにラテンアメリカ（中南米＋メキシコ）最大の中華街がある。近年の多くの本土、台湾、アジア移民に加え、他のラテンアメリカ諸国の中国移民も移住してきた。
参照 : 

## ブラジル連邦共和国
サンパウロの世界最大の日本人街 リベルダージ（Liberdade） 地区に住む。多くの台湾人移民と、1949年の共産党革命以降本土移民が住む。
香港の広東人、マカオ人（ポルトガル語を話す）、マカニーズ（Macanese, 中国人とポルトガル人の子孫）はそれぞれの返還（1997年、1999年）以降特に移民が顕著だった。
マカオ移民はポルトガル語に加えクレオール、マカニーズ又はPatuáも話すため、ブラジル移住を容易にした。
多くの中国系インドネシア人は1960年代のマレー系インドネシア人による迫害のために難民としてリベルダージ地区に住む。今日中国系ブラジル人は中国語・ポルトガル語を話し、日本人、韓国人などと共に真のアジアコミュニティーとして Liberdade を成す。

## コスタリカ共和国
カリブ海沿岸 Limon と首都サンホセに多くの中国人が住む。本土のテレビチャンネル CCTV-4 がサンホセではケーブルテレビで視聴出来る。コスタリカでビジネスを起す台湾人が増えている。

## キューバ共和国
キューバへの中国移民は1847年、スペイン人が砂糖畑労働者として広東人を契約労働させたことに始まる。続いて香港、マカオ、台湾から移民が送り込まれ、アフリカ人奴隷に置き換えられた。8年の契約満了後も中国移民はキューバに永住し、現在はハバナなどに散らばる。
共産党革命の成功、フィデル・カストロの1959年の台頭後、多くの中国系キューバ人起業家はアメリカ合衆国に逃亡した。今日ではKwong Wah Poだけが唯一の中国語新聞である。嘗てハバナの中華街はラテンアメリカ最大域（44平方ブロック）だった。
観光産業の活性化に伴い、中華街への投資を本土中国人、海外中国人、中国系カナダ人に向けて行っている。

## ドミニカ共和国
首都のサント・ドミンゴにあり、40以上のビジネスが営まれている。新中華門が開発中、最初の中国人はカリブ海の他の島々から移住し、1970年代に香港、台湾人が移住した。1980年代にはラテン民族以外で2番目の人口があった。

## メキシコ合衆国

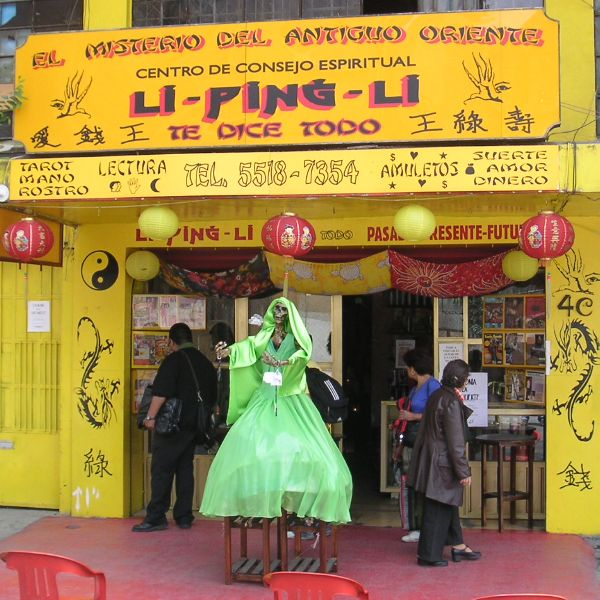
メキシコシティの中華街。

### 歴史
最初の中国移民はマニラ・ガレオン（マニラとアカプルコを結ぶ貿易航路）によりフィリピンから送られてきた。
1930年代の Plutarco Elías Calles 政権下の反中国移民感情と共にメキシコを追われ中国に送還された。今日、興味深いことに、広東省の飛び地ではスペイン語を話す（当時の）中国系メキシコ人が暮らす。　

### 歴史的中国人居留地、メヒカリ
アメリカ合衆国との国境の街メヒカリ、バハ・カリフォルニア州には多くの中国系メキシコ人がいて、中華街は "Chinesca" と呼ばれる。メヒカリの街は1903年にアメリカにいた中国人が建てたもので、カリフォルニア州で起こった反中国人の迫害のためにメキシコに移った。1919年に広州地方から新しい移民が来て、一時はラテン民族の人口を上回った。メヒカリには中国領事館と、中国国民党支部がある。
メキシコで最古の中華レストランの１つ、"Restraunt 19" （店名は 初期に中華街があった通りの名前、Alley 19 に因む）は1928年12月18日に創業、1996年の冬に閉店した。　その歴史を通し、多くのアメリカ合衆国、メキシコ要人、有名人に親しまれていたが1980年代のペソの切り下げ、新しい国境検問所の移動により、住民、観光客がメヒカリ中心部に来なくなった為閉店した。現在では、小さなカフェから、750名収容出来るレストランまで80以上の中華レストランがある。アジア以外で最多の中華レストランがある地区だともいわれる。

### メキシコシティ
メキシコシティの小さな中華街は市の中心部の Cuauhtémoc borough 内の Calle Dolores 沿いに位置している。

## パナマ共和国
パナマシティに設置された、パナマ共和国の中華街は Barrio Chino de Ciudad Panamá と呼ばれている。多くの台湾人（Taiwanese people）及び香港並びに広東省からの広東語を話す移民たちがこの都市に定住した。台湾の元総統李登輝はパナマを訪問した際にパナマシティの中華街に寄贈品として中華門を贈呈した。
El Dorado の中華街も興った。野球チームボルチモア・オリオールズ（MLB）の投手ブルース・チェンはパナマ生まれ。

## ペルー共和国
ペルーの中華街は首都のリマにあり "Borrio Chino de Lima（リマ中国人地区）" と呼ばれる。西半球でハバナの中華街とともに最初期に作られた。
キューバの様に Juan Velasco Alvarado (1968-1975年)独裁政権下の困難があったが、多くの中国移民が残った。
記録にあるアマゾン川流域の最初の中国人はペルー熱帯雨林地方の街イキトスから数マイル先の村で、Chino と名付けられた。　　　

## プエルトリコ
主都サンフアンに Barrio Chino がある。プエルトリコ人はアメリカ市民であるため、中国系プエルトリコ人も中国系アメリカ人と見なされる。貧しさからアメリカ本土に渡る者も多い。

## ベネズエラ・ボリバル共和国
ベネズエラはラテンアメリカで最も中国民族がいる。カラカスの El Bosque 地区に 繁華な Barrio chino がある。多くは広東語を話すが、台湾移民もいる。1970年代にフェルディナンド・マルコスとカストロ政権のキューバにより行われた迫害を受けた中国系フィリピン人も含めて世界各地の中国移民もいる。

## 参照
- Mexicali's Chinatown, James R. Curtis, Geographical Review (Vol. 85, Issue 3)、1995年